# Mac OS Forge
Mac OS Forgeとは、Appleが自身のオープンソースプロジェクトをホストするために立ち上げたウェブサイトである。Mac OS Forgeでは、プロジェクトのSubversionやタイムライン、バグ追跡に自由にアクセスできる。これらを実現するためにTracが使用されている。
Mac Techが運営するウェブサイト、MacForge.orgとの間で混乱が生じたことがある。

## ホストされたプロジェクト
- Apple Lossless
- Bonjour
- Darwin Calendar Server
- Darwin Streaming Server
- Launchd
- MacPorts
- WebKit
- XNU
- XQuartz